# Haven van Dublin

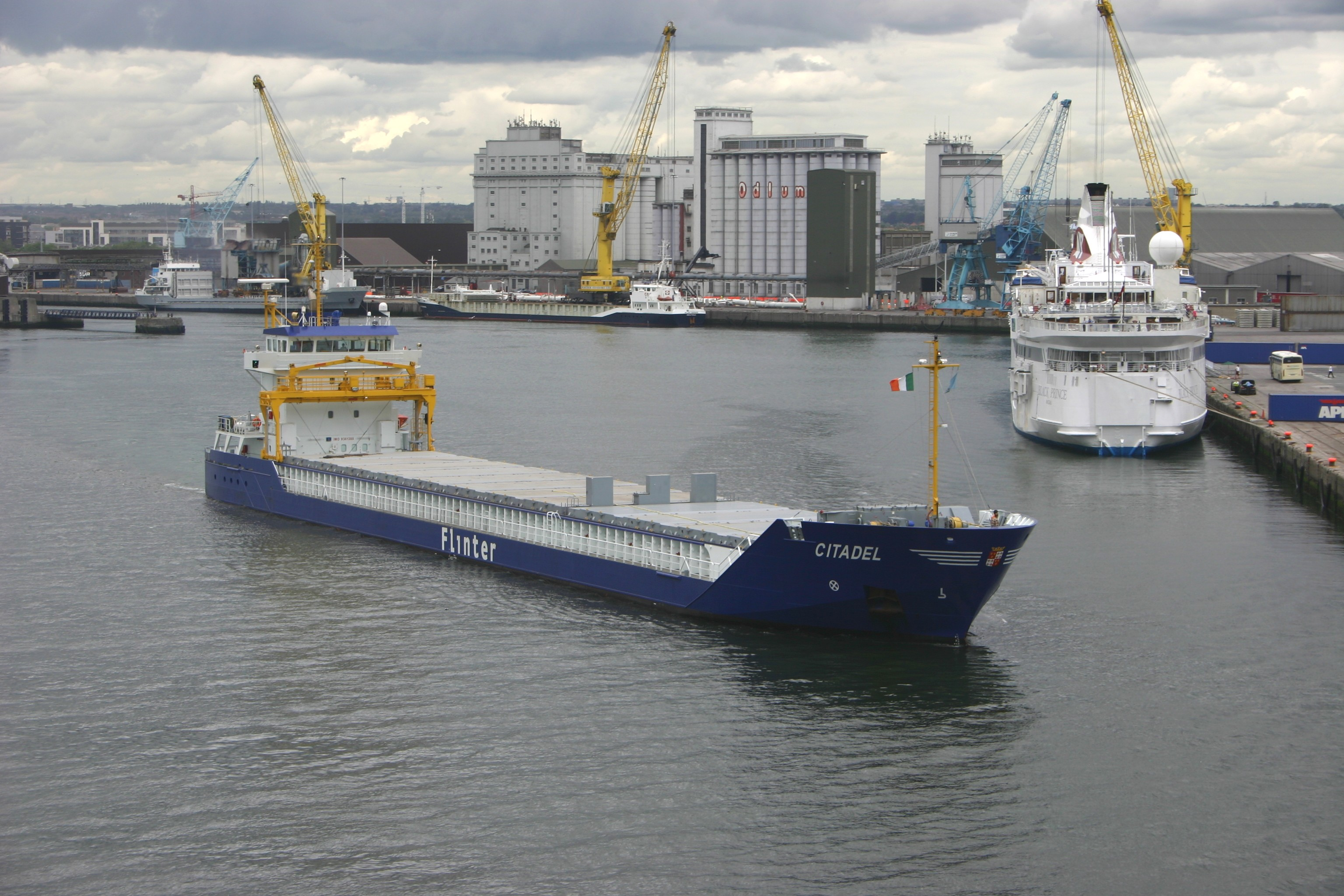
Haven van Dublin (westelijk deel).

De haven van Dublin of Dublin Port (Iers: Port Átha Cliath) is de grootste zeehaven van Ierland. De haven is historisch gezien van grote betekenis voor het land, maar ook blijft een economische factor van betekenis omdat Ierland een eiland is. De haven van Dublin is verantwoordelijk voor ongeveer 2/3 van al het havenverkeer van de republiek.

## Locatie
De haven is gelegen op beide oevers van de monding van de rivier de Liffey. Het overgrote deel ligt op de noordoever van de rivier: 205 hectare land is gelegen op de East Wall en North Wall vanaf de Alexandra Quay. Aan de zuidkant is slechts 51 hectare land onderdeel van de haven en dat ligt op het schiereiland Pigeon House.

## Activiteiten
De belangrijkste activiteit is de afhandeling van vrachtvervoer. De schepen variëren van grote containerschepen tot aan kleine lichters die de haven elke dag aandoen.
Ook zijn er dagelijkse roll-on/roll-off veerdiensten over de Ierse Zee naar Holyhead in Wales, Liverpool in Engeland en in de zomermaanden naar Douglas op het Isle of Man.
De bij tewaterlating grootste auto-ferry ter wereld, de MS Ulysses van rederij Irish Ferries vaart op de lijn naar Holyhead en kan tot 2000 passagiers vervoeren.
Ook wordt de haven van Dublin gebruikt als aanlegplaats voor cruiseschepen.

## Dublin Port Company
De haven wordt geëxploiteerd door het semi-staatsbedrijf Dublin Port Company dat formeel is opgericht op 28 februari 1997. Daarvoor heette het de Dublin Port and Docks Board en dat was weer de rechtsopvolger van de Ballast Board die uit 1707 stamt. Het hoofdkantoor is gelegen net voorbij de haveningang op de noordelijke oever van de Liffey.

## Overslag
In 2003 rapporteerde de DPC de overslag van 23,5 miljoen ton vracht en bijna 1,5 miljoen passagiers. In dat jaar deden 7.917 schepen de haven aan waaronder 54 cruiseschepen die 54.000 bezoekers naar Dublin brachten.
In april 2010, als gevolg van de sluiting van grote delen van het Europese luchtruim door de uitbarsting van de vulkaan de Eyjafjallajokull, rapporteerde Dublin Port Company haar drukste maand ooit. In de week van 15-21 april werden 72.118 passagiers geteld die via een van de ferryterminals reisden.
De toename in overslag was niet helemaal eenmalig: maart 2010 vertoonde 13,5% meer omzet dan het jaar daarvoor en het was de 4e achtereenvolgende maand dat de handel via de havens toenam na de ineenstorting van de markt door de recessie.
De DPC is ook verantwoordelijk voor de havenloodsdiensten in de Baai van Dublin en beheert teven de drie vuurtorens in de haven (maar niet de vuurtoren van Howth en Kish Bank). Verder exploiteert ze drie sleepboten en twee droogdokken nabij Alexandra Quay. Voor de inspectie van schepen onder de waterlijn biedt ze duikdiensten aan. Ten slotte verleent ze vergunningen aan bedrijven voor stuwadoorsdiensten.

## Andere activiteiten
Andere activiteiten van de DPC zijn onder andere het opwekken van elektriciteit via een gasgestookte centrale op de noordelijke oever, de exploitatie van enkele olie-terminals en enkele zeer zijdelings verwante bedrijven als een autodealer en een tankstation.

## Geschiedenis
In de middeleeuwen lag de haven van Dublin nog op de zuidelijke oever van de rivier de Liffey nabij de Christ Church Kathedraal, enkele kilometers stroomopwaarts ten opzichte van de huidige locatie. In 1715 werd de grote Zuidmuur gebouwd om de haveningang meer beschut te maken. In 1767 werd de Poolbeg Vuurtoren gebouwd aan het einde van de Zuidelijke Bull Wall.
In 1800 werd een inventarisatie gemaakt van Dublin Bay door kapitein William Bligh. Hij adviseerde om de Bull Wall aan te leggen. Na de bouw van deze muur/kade hoopte achter deze muur zich steeds meer zand op wat uiteindelijk resulteerde in North Bull eiland. Dit eiland is nu vooral in gebruik als strand en biedt plek aan twee golfbanen.
In 1791 bouwde architect James Gandon het Custom House, dat dichter bij zee lag dan de toenmalige haven. De nieuwe haven ontwikkelde zich op de plek waar nu het International Financial Services Centre ligt. De herrie en viezigheid van het havenverkeer waren de voornaamste oorzaak van de achteruitgang van het gebied rond Mountjoy Square en de rijkere inwoners van Dublin verhuisden vervolgens naar de zuidkant van Dublin, tot op de dag van vandaag een welvarender deel van de stad dan de noordoever.
Door de opkomst van het containervervoer in de tweede helft van de 20e eeuw verhuisde de haven wederom een kilometer stroomafwaarts naar haar huidige locatie.

## Veerboten
Veerdiensten van en naar de havenstad Holyhead in Wales worden verzorgd door Stena Line en Irish Ferries.
De Dublin stadsbus verzorgt vervoer naar het nabijgelegen Station Dublin-Connolly.